# Megorama frontale
Megorama frontale är en skalbaggsart som först beskrevs av Leconte 1878.  Megorama frontale ingår i släktet Megorama och familjen trägnagare. Inga underarter finns listade i Catalogue of Life.